# Athylia ornata
Athylia ornata är en skalbaggsart som först beskrevs av Fisher 1925.  Athylia ornata ingår i släktet Athylia och familjen långhorningar.
Artens utbredningsområde är Filippinerna. Inga underarter finns listade.